# Hemming
Hemming I. († 811 oder 812) war von 810 bis 811/812 ein dänischer Wikingerkönig.

## Biografie
Hemming war der Neffe seines Vorgängers Gudfred, der 810 in einem innerdänischen Machtkampf – während eines Feldzugs gegen Karl den Großen – von seinen eigenen Leuten ermordet wurde. Hemming schloss 811 Frieden mit Karl dem Großen, der Dänemark vom Süden her bedrängt hatte. In einem auf der Eiderinsel im heutigen Rendsburg geschlossenen Vertrag einigten sich im selben Jahr zwölf dänische und fränkische Unterhändler erstmals auf die Eider als Grenze zwischen den fränkischen und dänischen Reichen.
Hemmings früher Tod löste einen Erbfolgekrieg aus: Die beiden Hauptanwärter Sigifrid († um 811) und Anulo   Halfdansson († 812) verloren ihr Leben. Es folgten Anulos Brüder Harald Klak (auch Harald Halfdansson) und Ragnfrid (Reginfrid) als gemeinsame Könige von Jütland.